# Wahrheitsspiel
Wahrheitsspiel (Originaltitel: Sanningsleken) ist ein Roman der schwedischen Schriftstellerin Anna-Karin Eurelius, der in Schweden 1983 bei Bonnier erschien und im deutschsprachigen Raum 1988 veröffentlicht wurde.

## Inhalt
Eine 39-jährige Cellistin wird mit dem frühen Tod ihres Mannes konfrontiert. Nun sieht sie eine Chance, ihr Leben erneut zu beginnen und aus dem Teufelskreis der unerfüllten Wünsche, der Einsamkeit und unterdrückten Sexualität herauszubrechen. Ähnlich ergeht es dem 40-jährigen Verkäufer Simon, der, verfolgt von seinen vielfältigen Alltagsängsten, richtungslos in seiner Selbsterkenntnis vom unmöglichen Lebenstraum dahintreibt. Beider Lebenslinien kreuzen sich, indem sie auf bizarren Umwegen zueinander finden.

## Ausgaben
- Anna-Carin Eurelius: Sanningsleken. Roman, Bonnier, Stockholm 1983, ISBN 9-100459-10-0
  - Anna-Carin Eurelius: Wahrheitsspiel. Aus dem Schwedischen von Renate Bleibtreu, Butt Verlag, Mönkeberg 1988, 153 S., ISBN 3-926099-04-6

## Rezensionen
- Stephan Michael Schröder: Zwei Suchende beim Wahrheitsspiel. In: Kieler Nachrichten, 31. Mai 1988.
- Aldo Keel: Eurelius, Anna-Karin: Wahrheitspiel. In: Neue Zürcher Zeitung, 12. Februar 1989, S. 34.